# Kopaniny (Rohozná)
Kopaniny (německy Kopaniny) jsou základní sídelní jednotka, součást obce Rohozná v okrese Jihlava v kraji Vysočina. Nachází se blízko hranice s okresem Pelhřimov, asi 20 km jihozápadně od centra Jihlavy.
Kopaninami prochází nezpevněná silnice vedoucí z Těšenova do Kopanin a zpevněná silnice vedoucí do sousední osady Sedlíšťky. Nachází se zde kaplička, kříž, rybník a památný javor. Je zde registrováno 12 čísel popisných: 21, 45, 46, 47, 54, 96, 100, 124, 126, 155, 209, 213, a dvě čísla evidenční: 185 a 197. 